# Benjamin Schmidt
Benjamin Schmidt (* 22. Mai 1974 in Halle (Saale)) ist ein deutscher Jurist. Er ist seit dem 1. Juli 2021 Richter am Bundessozialgericht.

## Leben und Wirken
Schmidt legte sein Abitur 1992 am Gerhart-Hauptmann-Gymnasium in Wernigerode ab und studierte anschließend Rechtswissenschaften an der Justus-Liebig-Universität Gießen. Nach dem Zweiten juristischen Staatsexamen 2001 war er bis 2006 als Wissenschaftlicher Mitarbeiter am Institut für Arbeitsrecht und Recht der Sozialen Sicherheit der Rheinischen Friedrich-Wilhelms-Universität Bonn tätig. Dort promovierte er bei Raimund Waltermann zum Thema „Die berechtigte Geschäftsführung ohne Auftrag“.
2006 trat Schmidt in den Justizdienst des Landes Hessen ein und war beim Sozialgericht Marburg tätig. Von 2013 bis 2015 war er als Wissenschaftlicher Mitarbeiter an das Bundessozialgericht abgeordnet. 2017 erfolgte seine Abordnung an das Hessische Landessozialgericht in Darmstadt. Dort wurde er 2020 zum Richter am Landessozialgericht ernannt.
Schmidt ist verheiratet und hat zwei Kinder. Er ist als Prüfer beim Hessischen Justizprüfungsamt tätig.
Das Präsidium des Bundessozialgerichts wies Schmidt zunächst dem 4./11. Senat zu, der für die Grundsicherung für Arbeitsuchende und die Arbeitslosenversicherung zuständig ist.